# Мейар (Коррез)
Мейа́р (фр. Meilhards, окс. Melhars) — коммуна во Франции, находится в регионе Лимузен. Департамент — Коррез. Входит в состав кантона Юзерш. Округ коммуны — Тюль.
Код INSEE коммуны — 19131.
Коммуна расположена приблизительно в 370 км к югу от Парижа, в 45 км юго-восточнее Лиможа, в 34 км к северу от Тюля.

## Население
Население коммуны на 2008 год составляло 525 человек.
| 1962 | 1968 | 1975 | 1982 | 1990 | 1999 | 2008 |
| ---- | ---- | ---- | ---- | ---- | ---- | ---- |
| 794  | 897  | 789  | 700  | 622  | 519  | 525  |

## Климат
| Показатель                                                | Янв. | Фев. | Март | Апр. | Май  | Июнь | Июль | Авг. | Сен. | Окт. | Нояб. | Дек. | Год   |
| --------------------------------------------------------- | ---- | ---- | ---- | ---- | ---- | ---- | ---- | ---- | ---- | ---- | ----- | ---- | ----- |
| Средний суточный максимум, °C                             | 7,0  | 8,3  | 11,1 | 13,7 | 17,7 | 21,2 | 23,7 | 23,5 | 20,3 | 16,2 | 10,4  | 7,5  | 15,1  |
| Средняя температура, °C                                   | 4,2  | 5    | 7,2  | 9,5  | 13,3 | 16,5 | 18,7 | 18,6 | 15,7 | 12,3 | 7,2   | 4,7  | 11,1  |
| Средний суточный минимум, °C                              | 1,4  | 1,8  | 3,4  | 5,3  | 8,9  | 11,9 | 13,8 | 13,8 | 11,2 | 8,4  | 4,0   | 1,9  | 7,2   |
| Норма осадков, мм                                         | 89,9 | 77,3 | 80,8 | 84   | 89,2 | 70,1 | 62,8 | 78,1 | 80   | 89,3 | 93,9  | 97,1 | 992,5 |
| Источник: Climatologie de 1959 à 2008 - Meilhards, France |      |      |      |      |      |      |      |      |      |      |       |      |       |

## Администрация
| Период | Период | Фамилия         | Партия                             | Примечания |
| ------ | ------ | --------------- | ---------------------------------- | ---------- |
| 1958   | 1983   | Эмар Комманьяк  | Объединение в поддержку республики |            |
| 1983   | 2006   | Селестен Лавинь | Социалистическая партия            |            |
| 2006   |        | Даниель Арно    | Социалистическая партия            |            |

## Экономика
В 2007 году среди 277 человек в трудоспособном возрасте (15-64 лет) 185 были экономически активными, 92 — неактивными (показатель активности — 66,8 %, в 1999 году было 68,9 %). Из 185 активных работали 171 человек (91 мужчина и 80 женщин), безработных было 14 (8 мужчин и 6 женщин). Среди 92 неактивных 18 человек были учениками или студентами, 58 — пенсионерами, 16 были неактивными по другим причинам.

## Фотогалерея

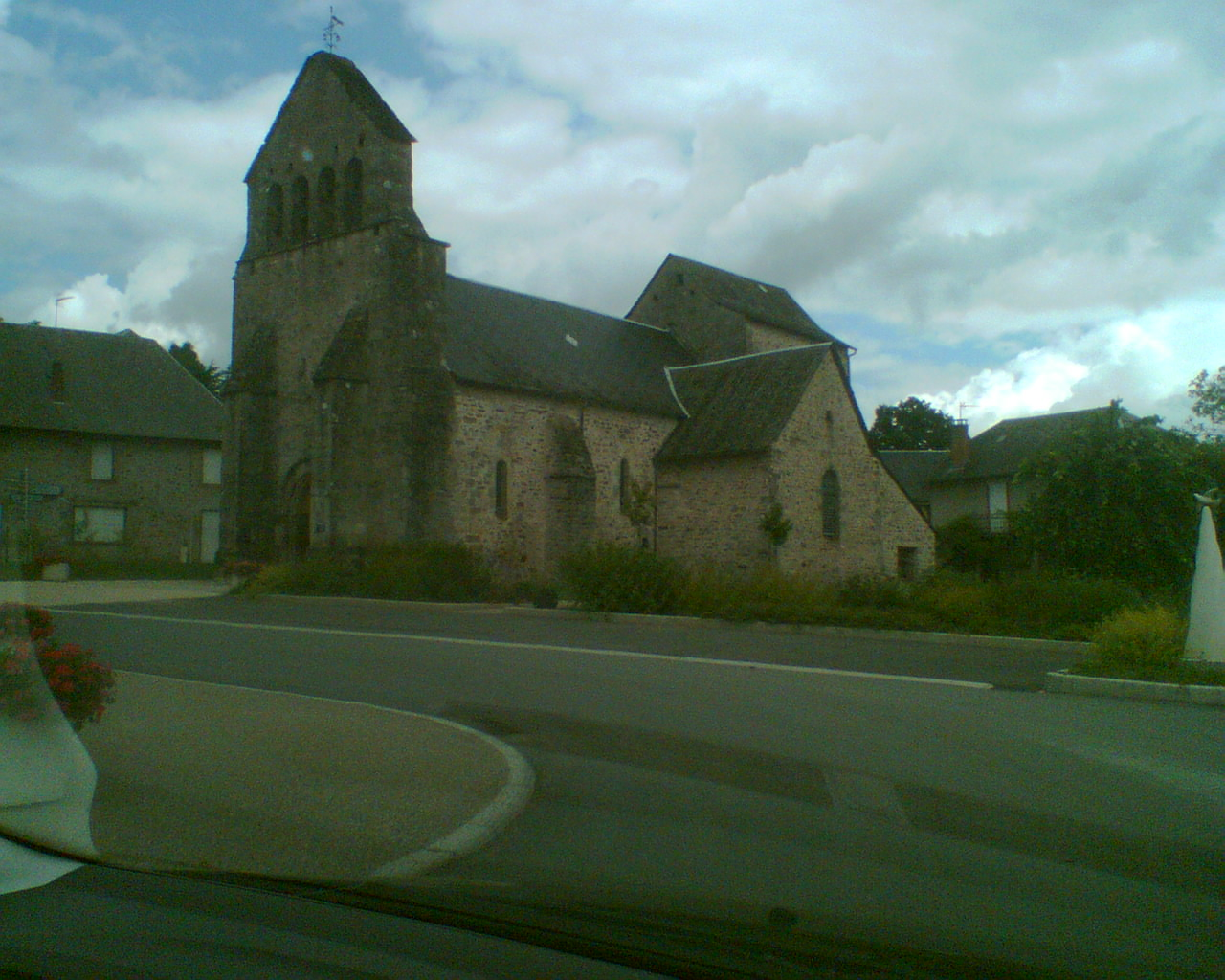
Церковь
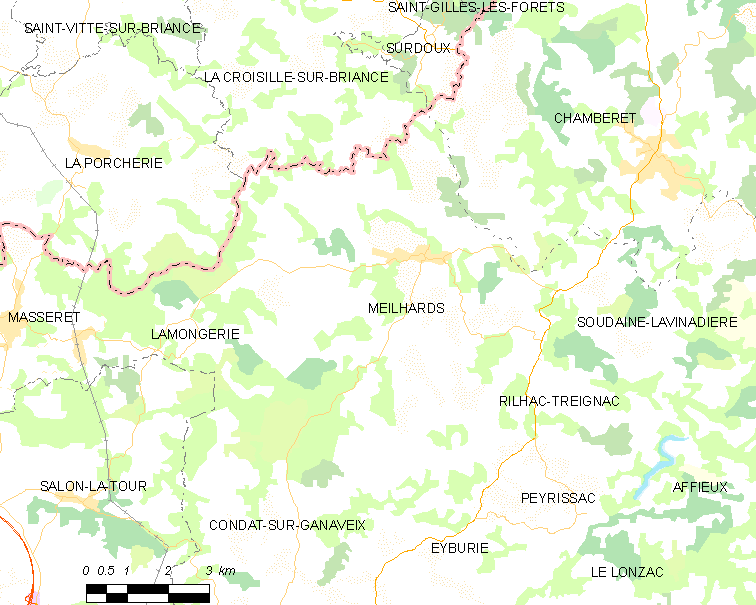
Карта коммуны